# (2042) Sitarski
(2042) Sitarski es un asteroide que forma parte del cinturón de asteroides y fue descubierto el 24 de septiembre de 1960 por Ingrid van Houten-Groeneveld, Cornelis Johannes van Houten y Tom Gehrels desde el observatorio del Monte Palomar, Estados Unidos.

## Designación y nombre
Sitarski recibió al principio la designación de 4633 P-L.
Más tarde se nombró en honor del astrónomo polaco Grzegorz Sitarski (1932-2015).

## Características orbitales
Sitarski orbita a una distancia media de 2,755 ua del Sol, pudiendo acercarse hasta 2,344 ua y alejarse hasta 3,165 ua. Tiene una inclinación orbital de 5,328° y una excentricidad de 0,1492. Emplea 1670 días en completar una órbita alrededor del Sol.